# Kết cấu giàn

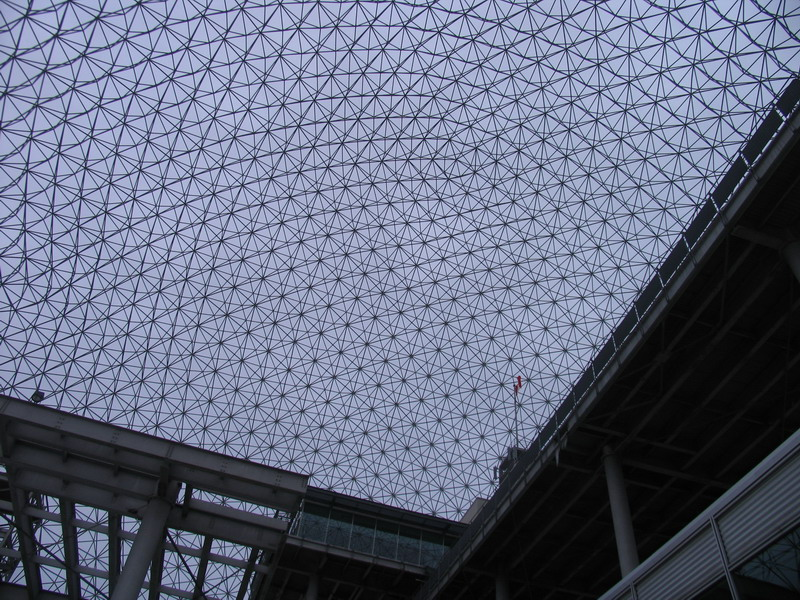
Hệ giàn không gian dùng trong mái vòm ở công trình của kiến trúc sư Buckminster Fuller

Kết cấu giàn là một kết cấu chịu lực trong công trình xây dựng, được tổ hợp bởi các phần tử kết cấu dạng thanh, thường được làm bằng thép. Kết cấu này thường dùng khi người ta muốn tạo nhịp lớn (có thể đến hàng chục mét) mà với kết cấu bê tông, gạch đá thì khó làm hoặc làm không hiệu quả. Kết cấu này được thấy nhiều nhất ở phần mái của công trình có không gian lớn (như nhà thi đấu, sân vận động, nhà hát, nhà công nghiệp, giàn khoan trên biển,...). Nhiều hình thức của kết cấu dạng này góp phần làm tăng vẻ đẹp thẩm mỹ cho công trình.

## Phân loại

### Hệ giàn phẳng
Là hệ kết cấu giàn mà các phần tử kết cấu của nó chịu lực trong một mặt phẳng làm việc, thông thường hệ giàn phẳng còn được gọi là hệ giàn vì kèo.

### Hệ giàn không gian
Là hệ kết cấu giàn mà các phần tử kết cấu của nó chịu lực theo nhiều chiều trong không gian. Hệ giàn không gian có ưu điểm vượt trội và được sử dụng nhiều trong việc xây dựng các công trình công cộng trên thế giới do tận dụng tối đa khả năng làm việc của các phần tử thanh (chịu lực dọc) dẫn đến tiết kiệm vật liệu và an toàn trong sử dụng. Kết cấu giàn không gian phổ biến là dạng mạng lưới tinh thể, ngoài ra còn có một số dạng khác như: hệ giàn 2 lớp, hệ vòm cong 1 lớp, vòm đạc,...